# Roppaneura beckeri
Roppaneura beckeri là loài chuồn chuồn trong họ Protoneuridae. Loài này được Santos mô tả khoa học đầu tiên năm 1966.